# Abassi
Pour les articles homonymes, voir Abbassi (homonymie).
L’abbassi est une monnaie iranienne, du nom d’Abbassi Ier le Grand, utilisée jusqu’au début du XXe siècle. Son poids initial était de 7,7 g ; à partir de 1762, elle est également utilisée en Géorgie, mais avec un poids moindre.

## Sources
- (de) « Abbassi », dans Meyers Taschenlexikon, vol. 1, Mannheim, Bibliographischen Institut & F. A. Brockhaus, 1987, p. 13.
- (en) « ʿABBĀSSĪ », dans Encyclopædia Iranica, vol. 1, Bibliotheca Persica Press, 1985 (lire en ligne), p. 86.